# Sala de conciertos central de Kazajistán

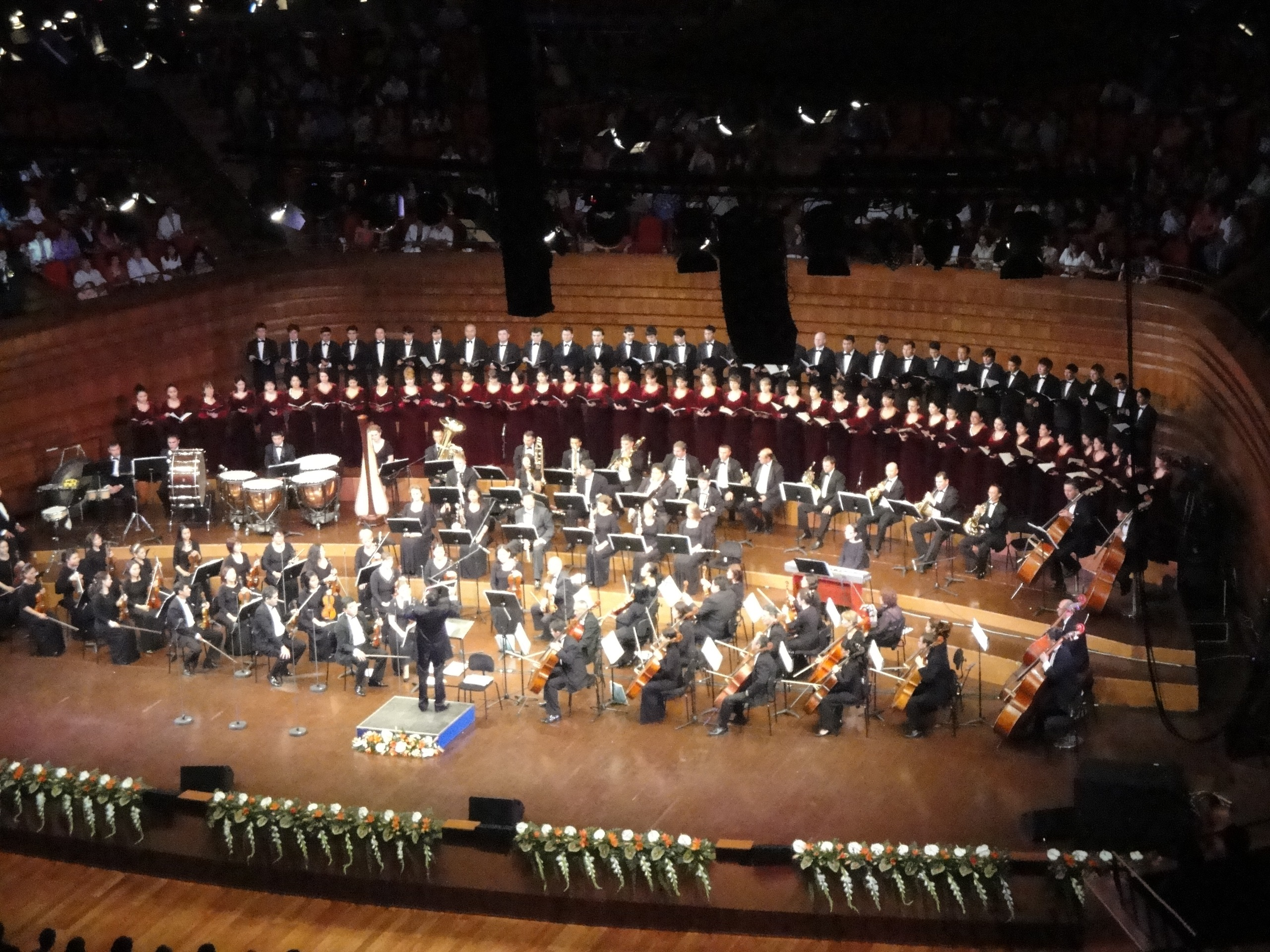
Sala Central de Conciertos Kazakhstan en Anstana

El Kazajistán Central Concert Hall (en kazajo: «Қазақстан» Орталық концерт залы, en ruso: Центральный концертный зал «Казахстан») es un centro de artes escénicas situado en Nur-sultán, capital de Kazajistán. Fue diseñado por el arquitecto italiano Manfredi Nicoletti y fue inaugurado por el presidente de Kazajistán, Nursultán Nazarbáyev, el 15 de diciembre de 2009, Día de la Independencia de la nación.
La forma del edificio evoca el dinamismo de los pétalos de una flor como metáfora del dinamismo de la música en sí. La estructura externa del edificio se compone de una serie de paredes curvas e inclinadas de hormigón con un revestimiento de paneles de cristal tintados de azul. Esta estructura externa protege las funciones del interior del edificio de las inclemencias del tiempo de Astaná.
El edificio cuenta con un vestíbulo de treinta metros de altura que se extiende más de 3.000 metros cuadrados, con la intención de crear una plaza pública interna de escala urbana que pudiera recibir a los ciudadanos de Astaná a lo largo de todo el año. El edificio consta de tres salas de música diferentes. También contiene restaurantes, tiendas y bares.
La principal sala de conciertos con un aforo de 3.500 asientos es una de las más grandes de su clase y es capaz de albergar una gran variedad de diferentes eventos, desde música clásica a música pop, ballet y conferencias gracias a su flexibilidad acústica. Esta flexibilidad es producida por un sistema de cortinas acústicas y un diseño especial de falso techo llamado agujero negro, que absorbe la mayoría de las reflexiones acústicas de la sala.